# Zemanův letohrádek
Zemanův letohrádek je raně secesní letní vila v Černošicích, která byla v letech 1902 až 1903 postavena podle návrhu architekta Osvalda Polívky pro Aloise Zemana. Od roku 2007 je chráněna jako kulturní památka.

## Historie

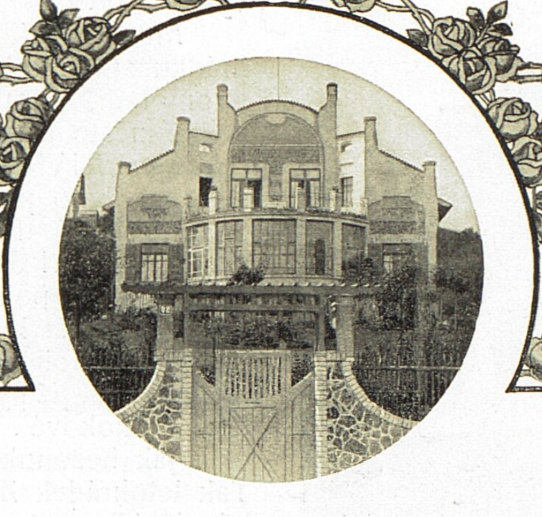
Vila na fotografii krátce po svém dokončení (časopis Český svět, 1905)

Výstavbu vily zadal Alois Zeman, k jejímu navržení byl osloven architekt Osvald Polívka. Stavba ve stylu rané secese, k jehož čelným představitelům v českých zemích Polívka později patřil, vznikla na parcele v relativně nově vznikající vilové čtvrti obce Dolní Mokropsy, pozdější součásti Černošic, v těsné blízkosti železniční trati Praha–Beroun. Dokončena byla roku 1903.   
Po roce 1948 byl objekt znárodněn. Posléze se do jeho interiérů přestěhovala Základní umělecká škola Černošice, která zde sídlí doposud (2022).

## Architektura stavby
Vila je dvoupodlažní volně stojící budova obdélníkového půdorysu s dominantním secesním štítem, který opticky zakrývá nízkou sedlovou střechu. Postavena je v mírném západním svahu údolí řeky Berounky jen několik set metrů od centra nynějšího města, orientována je východním směrem do ulice dr. Jánského. Původní štuková výzdoba fasády byla během pozdějších stavebních úprav zredukována. K vile přiléhá rozměrná zahrada. 